# Eberhard Nieschlag
Eberhard Nieschlag (* 16. Juli 1941 in Bad Godesberg; † 28. Februar 2025 in Münster) war ein deutscher Mediziner. Er war Professor für Innere Medizin an der Westfälischen Wilhelms-Universität in Münster.

## Leben
Nieschlag kam als Sohn des Heinrich Nieschlag und der Marianne Nieschlag, geb. Koch, zur Welt. Nach seinem Abitur am Aloisiuskolleg in Bad Godesberg nahm er an der Universität Bonn ein Studium der Medizin auf, das er 1967 mit dem Medizinischen Staatsexamen abschloss. Im gleichen Jahr promovierte er. In den Folgejahren hielt er sich als Gastwissenschaftler in London und Edinburgh auf. 1975 habilitierte er sich für das Fachgebiet Innere Medizin. Von 1976 bis 1986 war er Leiter der Abteilung Experimentelle Endokrinologie an der Universitätsfrauenklinik Münster.
Daneben übernahm er in leitender Position zahlreiche Aufgaben in nationalen und internationalen Fachgremien und -verbänden. Von 1980 bis 1988 war er Leiter der Forschungsgruppe Reproduktionsmedizin der Max-Planck-Gesellschaft Münster (heute: Centrum für Reproduktionsmedizin und Andrologie (CeRA)) und von 1986 bis 2007 Direktor des Instituts für Reproduktionsmedizin der Universität Münster. In den Jahren 1981 bis 1985 stand er als Präsident der Internationalen Gesellschaft für Andrologie vor. Von 1985 bis 1991 war er Vorsitzender der WHO Task Force for the Regulation of Male Fertility, von 1990 bis 1993 Präsident der Deutschen Gesellschaft für Endokrinologie, von 1992 bis 1998 Präsident der European Academy of Andrology, von 2002 bis 2007 Präsident der Deutschen Gesellschaft für Andrologie, von 2001 bis 2003 Präsident der Deutschen Gesellschaft für Reproduktionsmedizin und von 2007 bis 2011 Präsident der European Society of Endocrinology. Ab 2008 war er Professor emeritus.
Er war Herausgeber von neun Büchern und verfasste mehr als 250 Beiträge in Büchern und mehr als 800 Artikel, die in biomedizinischen, wissenschaftlichen Fachzeitschriften veröffentlicht wurden.

## Ehrungen
- 1990: European Medal der British Society of Endocrinology
- 1993: Keith-Harrison-Plakette der Society of Endocrinology of Australia
- 1994: Fellow des Royal College of Physicians (FRCP), London
- 1996: Ernst-Jung-Preis für Medizin
- 1996: Mitglied der Pakistanischen Akademie der Wissenschaften
- 2001: Clinical Endocrinology Trust London Visiting Professorship
- 2005: Premio di Andrologia, Fundacio Puigvert, Barcelona
- 2006: Ehrendoktor der medizinischen Fakultät der Universität Łódź
- 2007: Distinguished Andrologist der American Society of Andrology
- 2007: Ehrenmitglied der Deutschen Gesellschaft für Urologie (DGU)
- 2008: Ehrenmitglied der Deutschen Gesellschaft für Andrologie (DGA)
- 2008: Ehrenmitglied der Polnischen Gesellschaft für Endokrinologie (PTE)
- 2008: Verdienstkreuz 1. Klasse der Bundesrepublik Deutschland
- 2012: Berthold-Medaille der Deutschen Gesellschaft für Endokrinologie
- 2015: Ehrenmitglied der European Society of Endocrinology (ESE)[3]
- 2017: Ehrenmitglied der Deutschen Gesellschaft für Reproduktionsmedizin (DGRM)
- 2022: Mitglied der Academia Europaea[4]